# 格朗里约
格朗里约（法語：Grandrieu，法語發音：[gʁɑ̃ʁjø]）是法国洛泽尔省的一个市镇，位于该省东北部，属于芒德区。

## 地理
格朗里约（44°47'4"N, 3°37'59"E）面积65.37 平方千米，位于法国奧克西塔尼大區洛泽尔省，该省份为法国南部内陆省份，北起上盧瓦爾省和康塔爾省，西接阿韦龙省，南至加尔省，东临阿尔代什省。
与格朗里约接壤的市镇（或旧市镇、城区）包括：欧鲁、圣让拉富尤斯、圣索沃尔-德日内斯图、拉帕努斯、圣保罗勒弗鲁瓦、贝莱尔瓦勒当斯、圣博内-拉瓦勒。
格朗里约的时区为UTC+01:00、UTC+02:00（夏令时）。

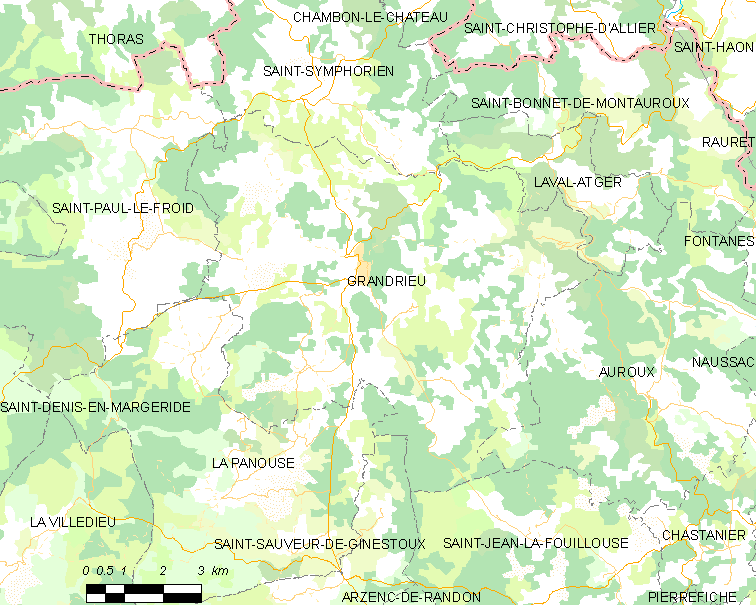
格朗里约的OSM定位图

## 行政
格朗里约的邮政编码为48600，INSEE市镇编码为48070。

## 政治
格朗里约所属的省级选区为格朗里约县。

## 交通
洛泽尔省省道D5线、D60线和D985线在格朗里约境内交汇。

## 人口

1962-2008年间格朗里约人口变化图示

格朗里约于2022年1月1日时的人口数量为742人。